# Barcelonnette

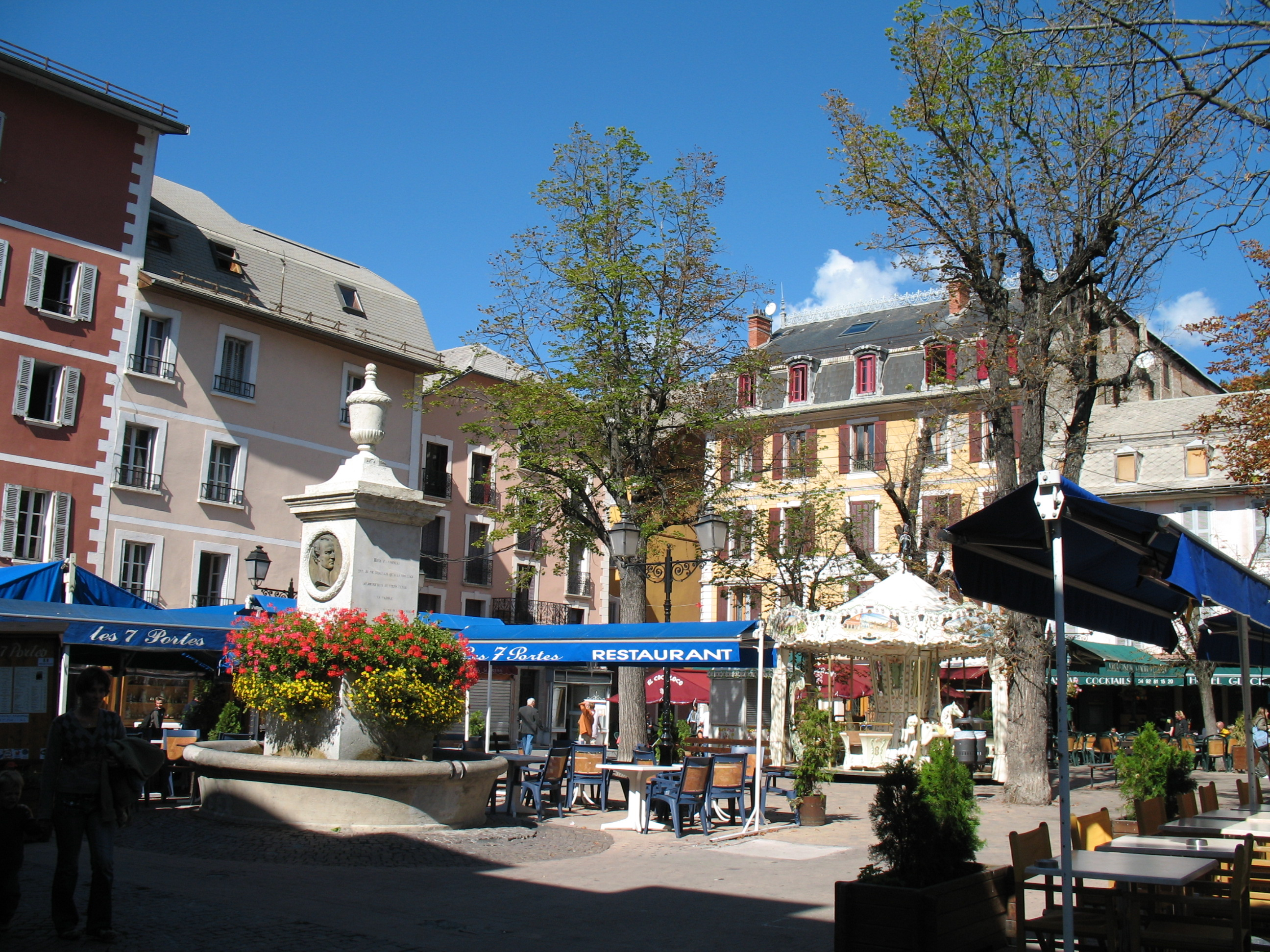
Place Manuel

Barcelonnette (okzitanisch Barcilona) ist eine französische Gemeinde mit 2528 Einwohnern (Stand 1. Januar 2022) im Nordosten des Département Alpes-de-Haute-Provence in der Region Provence-Alpes-Côte d’Azur zwischen der Provence, dem Piemont und der Dauphiné. Barcelonnette ist Sitz der Unterpräfektur im gleichnamigen Arrondissement.

## Geographie
Die Gemeinde liegt in der Nähe der Grenze zu Italien zwischen zwei Bergmassiven in 1138 Metern Höhe, in einem breiten, fruchtbaren Tal am rechten Flussufer der Ubaye; sie ist ein bekannter Winterurlaubsort.

## Geschichte
Barcelonnette wurde im Jahr 1231 von Raimund Berengar V., Graf der Provence, gegründet.

## Bevölkerungsentwicklung
| Jahr                       | 1962 | 1968 | 1975 | 1982 | 1990 | 1999 | 2007 | 2016 |
| Einwohner                  | 2432 | 2476 | 2626 | 2735 | 2976 | 2819 | 2766 | 2610 |
| Quellen: Cassini und INSEE |      |      |      |      |      |      |      |      |

## Sehenswürdigkeiten

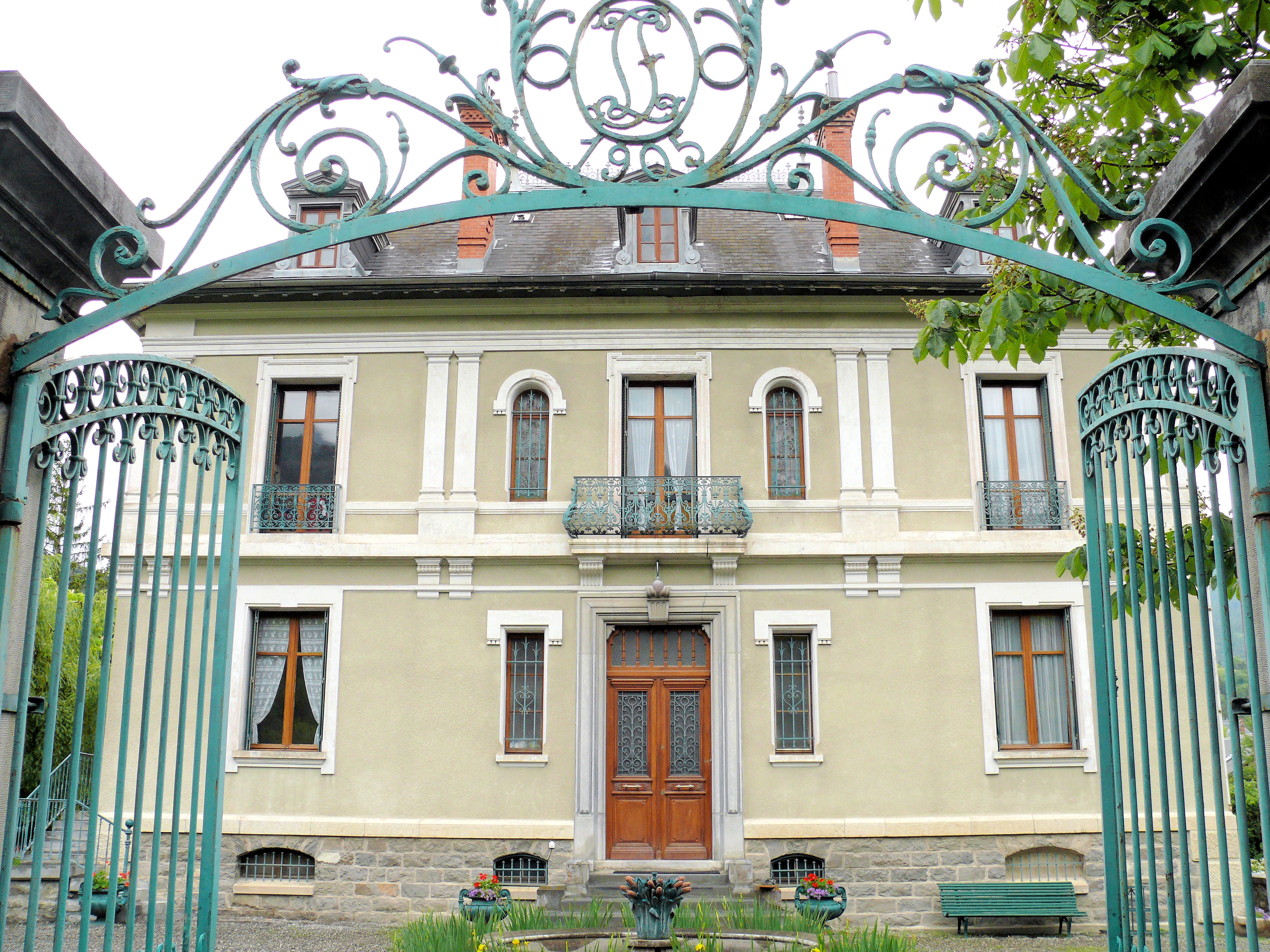
Eine der Villas mexicaines

Siehe auch: Liste der Monuments historiques in Barcelonnette
Bekannt ist die Stadt für die sogenannten „Villas mexicaines“. Viele Auswanderer aus Barcelonnette und Umgebung suchten im 19. Jahrhundert wirtschaftlichen Erfolg in Mexiko. Sie stellten gegen Ende des Jahrhunderts sogar die größte Untergruppe der Mexiko-Franzosen. Ihr soziales Zusammengehörigkeitsgefühl war bekannt; unter anderem kamen deshalb viele zu Reichtum. Nach ihrer Heimkehr nach Barcelonnette erbauten sie sich dort und in anderen Gemeinden des Ubaye-Tals prachtvolle Villen.

## Wirtschaft
Die Wirtschaft wird vor allem durch kleinere Unternehmen geprägt. Eine große Zahl hängt vom Tourismus ab. Was den Immobilienmarkt angeht, betrug die Gesamtzahl der Unterkünfte 3160 im Jahr 2007, wobei fast 39 % von den Eigentümern als Hauptwohnsitz genutzt wurde. Diese Unterkünfte unterteilen sich in 30 % Einzelhäuser und 65 % Wohnungen. Fast 50 % dieser Unterkünfte sind Zweitwohnsitze (incl. der Gelegenheitsunterkünfte), 43 % Hauptwohnsitze und 8,6 % stehen leer. Der mittlere Preis einer neuen oder alten Immobilie lag um die 3197 Euro pro m². Der mittlere Preis sank während der letzten Jahre und hat sich im September 2010 an 2651 € angenähert bzw. zwischen 1880 und 2250 € eingependelt. Bei den Mieten liegt der Preis pro m² bei 22,22 € pro Monat. Das Viertel Place Manuel ist das am meisten nachgefragte der Stadt.

## Verkehr
Barcelonnette liegt in der Nähe vieler hoher Alpenpässe und ist daher für Fahrrad- und Motorrad-Touristen attraktiv. Nach Süden führen die Straßen D902 über den Col de la Cayolle nach Saint-Martin-d’Entraunes und die D908 über den Col d’Allos nach Colmars. Diese beiden Orte sind über den Col des Champs verbunden. Nach Osten erreicht man den Col de la Bonette (2802 m) und den Col de Larche (italienisch: Colle della Maddalena). Im Norden liegt der Col de Vars.
Die geplante Bahnstrecke nach Chorges wurde in den Jahren 1909 bis 1935 gebaut, jedoch nie fertiggestellt.

## Städtepartnerschaften
Barcelonnette ist durch eine Städtepartnerschaft verbunden mit der mexikanischen Gemeinde Valle de Bravo.

## In Barcelonnette geboren
- Paul Reynaud (1878–1966), französischer Politiker der Dritten und der Vierten Republik
- Pierre Bottero (1964–2009), französischer Autor
- Carole Merle (* 1964), französische Skirennläuferin und Weltmeisterin
- Léonie Ferran (* 1990), Skibergsteigerin